# 안산읍성 및 관아지
안산읍성 및 관아지(安山邑城 및 官衙址)는 대한민국 경기도 안산시 상록구 수암동에 있는 읍성 및 관아지이다. 1991년 10월 19일 경기도의 기념물 제127호로 지정되었다.

## 개요
읍성이란 군이나 현의 주민을 보호하고, 군사적·행정적인 기능을 함께하는 성을 말한다.
경기도 안산시 수암동에 있는 안산읍성과 관아지는 수암봉에서 서쪽으로 길게 뻗는 능선을 이용하여 평지를 감싸도록 쌓았다. 전형적인 평지산성으로, 고려시대 후기에 만들어진 것으로 보인다.
자연지세를 이용하여 쌓은 성은 직사각형 모양이고 각 모서리가 약간 둥글게 처리되었다. 성의 둘레는 772m이고, 서쪽과 북쪽은 바깥쪽이 매우 가파른 경사를 이루고 있어 주요 방어 지역이었을 듯하다. 성의 남쪽에 문터가 있고 북서쪽 꼭대기의 편평한 터는 장대(주변보다 높게 쌓아올린 장수의 지휘대)가 있던 자리로 여겨진다.
성의 형태로 보아 행정적 역할이 강한 전형적인 읍성으로, 조선 초기 왜구를 막기 위해 세웠던 서해안 지역의 여러 읍성과 같은 계통에 속한다.
관아터는 조선 현종 10년(1669)에 이곳으로 옮긴 것으로, 관아의 시설들은 모두 파괴되고 곳곳에 흩어진 주춧돌과 기와조각들이 발견된다.

## 현지 안내문
안산읍성은 수암봉의 능선을 이용하여 평지를 감싸도록 쌓은 전형적인 평산성이다. 성의 둘레는 772m이고, 주요 방어 지역으로 여겨지는 서쪽과 북쪽은 자연 지형을 그대로 이용하여 바깥쪽이 매우 가파르며, 몇 개의 높은 단을 이루고 있다. 평지인 남쪽은 돌을 쌓았는데, 도로로 인해 절단된 곳을 보면 성벽의 바닥부분과 내부에는 부분적으로 석축을 하고 그 안쪽에는 흙을 다져서 성벽을 쌓았던 것으로 보인다. 성내에는 조선 초기의 무장이었던 김정경(金定卿, 1345~1419)의 거처가 있었다고 하는데 지금은 민가가 들어서 있으며, 그가 심었다고 전하는 은행나무 세 그루가 남아 있다.
관아는 단원구 복내동에 있다가 1441년(세종 23) 이전 수암동으로 옮겨진 것으로 보이며, 다시 1669년(현종 10)에 이곳으로 옮겼다. 정문인 평근루와 객사ㆍ동헌 등의 행정시설, 옥사(獄舍)와 창고가 있었을 것이나, 모두 파괴되고 곳곳에 흩어진 주춧돌과 기와조각들이 발견된다. 성의 남쪽에는 조선시대의 안산 관아로 사용되다가 일제강점기에 수암면사무소로 이용되던 건물 터가 남아 있다. 객사 건물은 2010년에 복원되었다.

## 겔러리

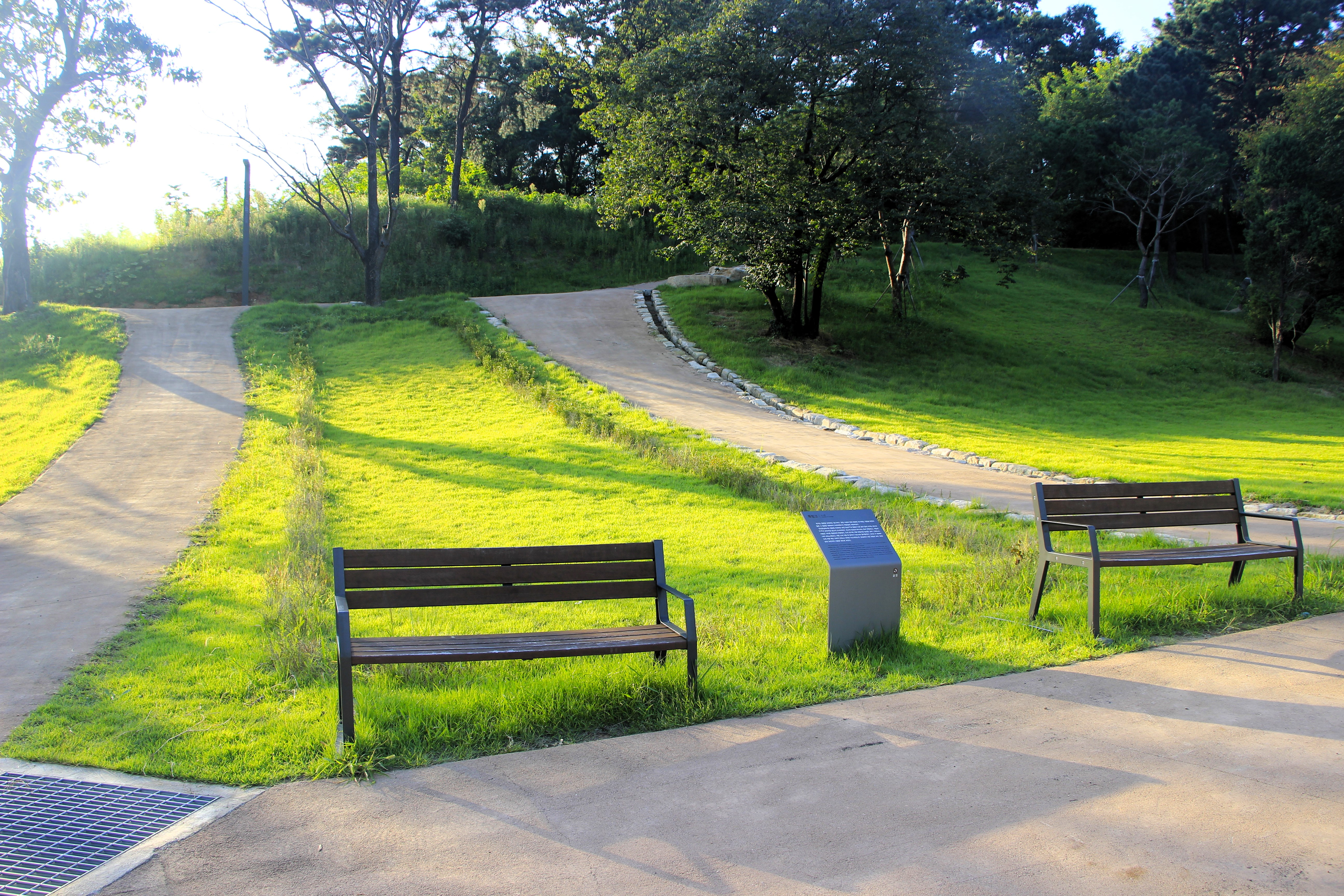
안산읍성 내에 위치한 석빙고의 터.
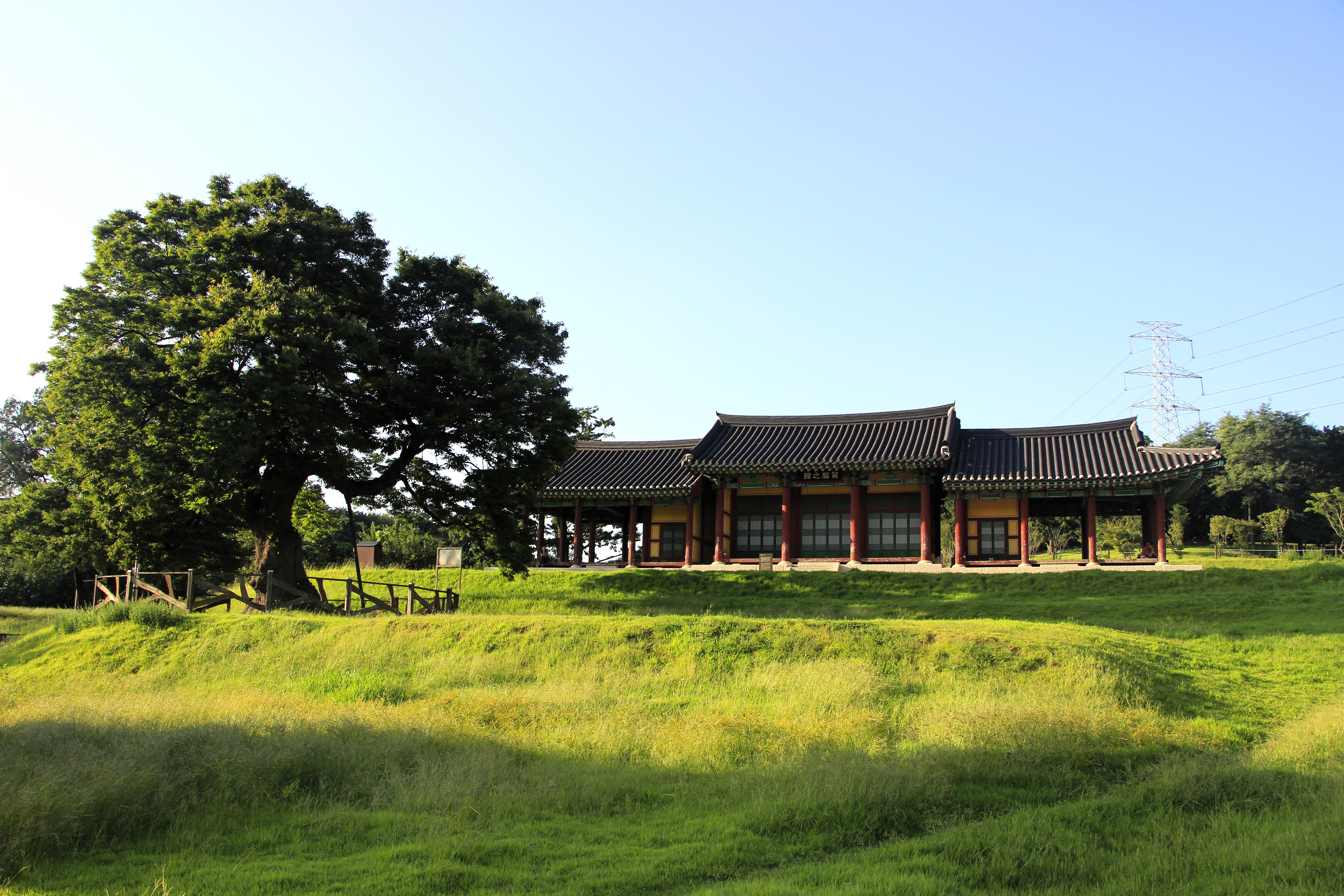
2000년대 관아지 내에 복원된 안산객사.

## 참고 자료
- 안산읍성및관아지 - 국가유산청 국가유산포털